# Královský rybník
Královský rybník je rybník v nezastavěném území města Rudolfov. Je součástí kaskády zbudované v 16. století na Rudolfovském potoce kvůli důlní těžbě rud.

## Historie
Královský rybník je součástí kaskády nádrží na Rudolfovském potoce (dále do ní patřily Mrhal, Sviní rybník, Mlýnský rybník a rybníky hlincohorské) založené v polovině 16. století jako zdroj vody pro pohon vratidel, žentourů a stoup k vytahování a propírání rudy a k odčerpání spodní vody z dolů v Rudolfovském rudném revíru. Po rybniční hrázi tehdy vedla stará cesta z Budějovic do Třeboně. Kolem této hráze se během živelné výstavby v době stříbrné horečky vytvořil přirozený střed tehdejšího města Velké Hory (od roku 1585 „Město císaře Rudolfa“, dnes Rudolfov) s výstavnými i prostými domy zámožných těžařů a bohatších řemeslníků.
Hráz je vysoká cca 5 m, dlouhá asi 90 m a široká v základech asi 12 m. Je zpevněná balvany, osázena lípami a vede po ní komunikace mezi severní a jižní částí města široká asi 4 m. Uprostřed hráze je podesta, na níž je žulový sokl s plastikou sv. Jana Nepomuckého v životní velikosti. Na jižním konci hráze se nachází památník akrobatického pilota Martina Stáhalíka.
Hráz se sochou byla v roce 1963 zapsána jako kulturní památka. Stromořadí lip na hrázi Královského rybníka je registrováno jako významný krajinný prvek.